# Evaristo Felice Dall'Abaco
Evaristo Felice Dall'Abaco (Verona, 12 luglio 1675 – Monaco di Baviera, 12 luglio 1742) è stato un compositore e violoncellista italiano.

## Biografia
Violoncellista, violinista è  annoverato tra gli epigoni del suo tempo quale compositore di musica strumentale, sonata e concerto. Venne avviato presto agli studi musicali a Verona, forse sotto la guida del compositore veronese Gasparo Gaspardini, che guidò la cappella musicale della Cattedrale di Verona dal dicembre 1685 al 1714. Il talento dimostrato al violino e al violoncello indusse nel 1696 il padre a mandarlo a Modena, per proseguire gli studi con Tommaso Antonio Vitali, che fu "capo di concerto" alla corte dei duchi Francesco II e poi Rinaldo I e fu anche il maestro di Jean-Baptiste Senaillé. A Modena, dal 1695 al 1702 operava il violinista e compositore di origine francese Giovanni Battista D'Ambreville, al quale erano affidate le musiche per i balli di corte, che erano nel gusto francese. Qui dunque, immerso in un ambiente musicalmente e culturalmente aperto e vivace, Dall'Abaco ebbe i primi contatti con lo stile francese. A Modena, il musicista veronese non trovò alcun posto di lavoro stabile, ma sappiamo che fino all'anno 1700 suonò saltuariamente in feste, accademie, funzioni religiose in Cattedrale e nella cappella di corte.

Successivamente, ne perdiamo le tracce fino al 1º aprile 1704, quando venne assunto come "suonador da camera di violoncello" alla corte di Massimiliano II Emanuele, principe elettore di Baviera, a Monaco. Direttore della musica da camera del principe era in quegli anni Pietro Torri, compositore originario della cittadina di Peschiera del Garda, non lontana da Verona, e non è escluso che abbia favorito l'approdo di Dall'Abaco alla capitale bavarese; un'altra ipotesi vede come determinante un intervento di Scipione Maffei, brillante intellettuale veronese, la cui famiglia intratteneva rapporti stretti con la casata dell'elettore. Gli esiti della guerra di successione spagnola costrinsero il principe all'esilio fino al 1715; Dall'Abaco lo seguì fedelmente nelle sue peregrinazioni a Bruxelles, Mons, Compiègne, Parigi, Versailles e Lussemburgo. Ritornato a Monaco (1715), fu Konzertmeister e in seguito consigliere del principe fino al 1740.
Il Conservatorio di Verona porta il suo nome.
Anche il figlio Giuseppe Clemente Dall'Abaco fu un famoso musicista e divenne direttore della musica da camera reale a Bonn e consigliere di corte.

## Composizioni

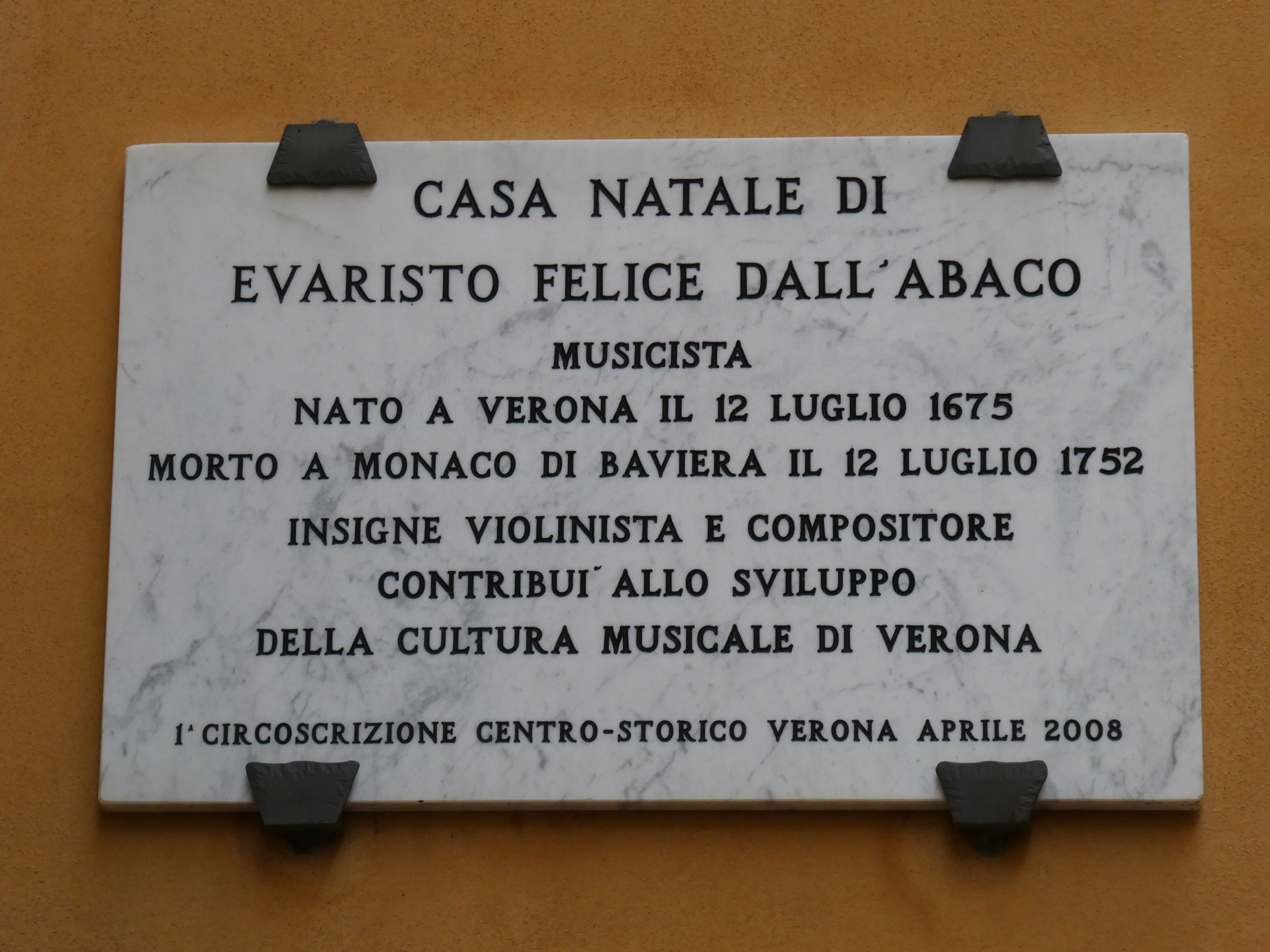
Targa sulla casa natale a Verona, in vicolo di San Giovanni in Foro

Esponente di primo piano del violinismo tardobarocco italiano, pubblicò (esattamente come Arcangelo Corelli) sei raccolte di musica strumentale:
- "Sonate da camera per Violino e Violoncello, overo Clavicembalo solo" op. 1 (1708)
- Concerti a quattro da chiesa op. 2 (1712)
- Sonate a 3 da chiesa per 2 violini, violoncello e continuo op. 3
- "Sonate da camera a Violino e Violoncello" (basso continuo) op. 4
- Concerti a più istrumenti op. 5 (1719 ca.)
- Concerti a più istrumenti op. 6 (1735)

In particolare, la sonata barocca trovò in lui un culmine dopo Corelli, raggiungendo perfetta coerenza e organicità di struttura, in cui si segnalano il costante dialogo del basso continuo con le voci superiori e i primi germi di bitematismo.